# Simonstorps kyrka
Simontorps kyrka är en kyrkobyggnad i Simonstorp i Linköpings stift. Den är församlingskyrka i Kolmårdens församling.
Kyrkans gatuadress är Flätenvägen, 616 91 Åby.

## Kyrkobyggnaden
Simonstorps kyrka invigdes år 1650, och är den första kyrkan i den relativt unga socknen. Kyrkan är uppförd av liggtimmer och består av ett rektangulärt långhus med smalare, polygonalt kor i öster och kyrktorn i väster. Vid långhusets norra sida finns en korsarm. Sakristian är belägen i korsarmens norra del. Tornet smalnar av uppåt och kröns av en svängd huv med spira. Tak och tornhuv täcks med spån, fasaderna är klädda med träpanel.
1650 års kyrka bestod endast av det nuvarande långhuset. Koret tillkom på 1670-talet och korsarmen, den så kallade Rodgakyrkan, tillkom 1697. Tornet uppfördes 1757, då klockstapeln revs. Ett litet vapenhus framför tornet uppfördes någon gång på 1800-talet. Sakristian inreddes under 1800-talets andra hälft. Fasaderna fick sin träpanel under 1800-talets senare del. En restaurering genomfördes 1909 under ledning av arkitekt Axel Lindegren då kyrkan gestaltades i rådande jugendstil. Taket återfick spånbeklädnad 1931. En restaurering genomfördes 1950 under ledning av arkitekten Kurt von Schmalensee, då interiören fick då sin nuvarande utformning och 1700-talskaraktären återställdes.

## Inventarier
- Dopfunten är tillverkad av kalksten och skänkt till kyrkan 1909 av Yddetorps syförening.
- Predikstolen i barockstil är skänkt till kyrkan 1698 av Rodgas dåvarande ägare Hellwegh. Ursprungligen var den placerad i kyrkorummets norra sida, men 1909 fick den sin nuvarande placering i kyrkorummets södra sida. Ljudtak saknas.
- Altaruppsatsen med målningar av konstnären Magnus Eriksson Grijs är tillverkad 1698. Målningarna föreställer Nattvarden, Korsfästelsen och Himmelsfärden.

### Orgel
- 1802 byggde Olof Schwan, Stockholm en orgel.
- 1842 byggde Pehr Zacharias Strand, Stockholm en orgel med 4 stämmor. På 1840-talet tillkom en orgelläktare.
- Nuvarande orgel är byggd 1935 av orgelbyggare Olof Hammarberg, Göteborg. Orgeln är pneumatisk. Det finns en fri kombination och gemensam svällare för hela orgeln.[1]

| Manual I     | Manual II     | Pedal              | Koppel   |
| Principal 8´ | Borduna 16´   | Subbas 16´ (tr II) | I/P      |
| Borduna 8´   | Rörflöjt 8´   |                    | II/P     |
| Oktava 4´    | Salicional 8' |                    | II/I     |
| Oktava 2'    | Flöjt 4'      |                    | I 4'/I   |
|              | Nasard 2 2/3' |                    | II 16'/I |
|              |               |                    | II 4'/I  |